# Лаури, Лоренцо
Лоренцо Лаури (итал. Lorenzo Lauri; 15 октября 1864, Рим, Папская область — 8 октября 1941, Рим, Королевство Италия) — итальянский куриальный кардинал и ватиканский дипломат. Титулярный архиепископ Эфеса с 5 января 1917 по 20 декабря 1926. Апостольский интернунций и апостольский нунций в Перу с 5 января 1917 по 25 мая 1921. Апостольский нунций в Польше с 25 мая 1921 по 20 декабря 1926. Великий пенитенциарий с 31 июля 1927 по 8 октября 1941. Камерленго Святой Римской Церкви с 11 декабря 1939 по 8 октября 1941. Камерленго Священной Коллегии Кардиналов с 15 июня 1936 по 13 декабря 1937. Кардинал-священник с 20 декабря 1926, с титулом церкви Сан-Панкрацио-фуори-ле-Мура с 23 июня 1927.